# Haas: zomer
Haas: zomer is een Nederlandstalige roman, geschreven door Paul Biegel en uitgegeven in 1982 bij Uitgeverij Holland in Haarlem. Het werk, dat deel uitmaakt van een trilogie over Haas, verhaalt over een verlaten tuin vol antropomorfe dieren, die allen gebonden aan herinneringen aan en verwachting van Haas. Nadat deze in het eerste deel, Haas: voorjaar, was vertrokken keert hij in dit deel met drie jongen.